# Ines Lidelba
Ines Lidelba, pseudonimo di Ines Fronticelli Baldelli (Forlì, 1893 – Bologna, 1961), è stata un'attrice teatrale italiana.

## Biografia e opere
Ines Lidelba nacque a Forlì da una nobile famiglia originaria di Meldola.
Ines Lidelba effettuò la sua formazione scolastica ed artistica al Liceo Musicale di Bologna.
Esordì nel teatro nel 1917 con la compagnia forlivese di Marcella Renart, suscitando l'apprezzamento di un personaggio importante della musica romagnola, come il tenore Angelo Masini, oltre che del compositore, librettista ed editore Carlo Lombardo che la lanciò nel mondo dell'operetta.
Agli inizi degli anni venti Ines Lidelba si affermò come una delle principali soubrettes, diventando capocomica nel 1926, e conservando il successo fino alla fine degli anni trenta.
Il suo repertorio fu prevalentemente operistico, dimostrando un particolare attaccamento per il Boccaccio di Franz von Suppé.
Ines Lidelba lavorò con le più importanti compagnie teatrali dell'epoca, ottenendo successi non solamente in Italia, ma anche in Spagna e in America Latina, grazie alla sua grazia, alla ricercata eleganza, alla spigliatezza scenica, alla buona comunicativa ed alla sua voce piacevole.
Durante la sua carriera, la sua voce fu lodata da grandi cantanti lirici quali Beniamino Gigli e Angelo Masini, e Ines Lidelba recitò in numerose operette, tra le quali: Madame de Tebe, La bella Elena, La danza delle libellule.
Ines Lidelba fu la grande rivale di Nella Regini, altra primadonna di primo piano dell’operetta italiana.
Abbandonò precocemente il palcoscenico quando era ancora un personaggio popolare, anche se il teatro per lei rappresentò "tutta la sua vita".
Dopo il ritiro dall'attività teatrale, Ines Lidelba si sposò a Milano con un nobile lombardo e, durante la vedovanza, si trasferì a Bologna dove morì nel 1961.
Scrive Gianni Gori nella presentazione del libro di Roberta Paganelli, intitolato Ines Lidelba. La contessa soubrette (2011):
(Gianni Gori, prefaz. Ines Lidelba. La contessa soubrette, 2011)

## Opere principali

### Musica
- Siam persone molto chic : La bambola della prateria, con il tenore Guido Agnoletti, 1930;
- Dite, non so ben capire! : La bambola della prateria, con il tenore Guido Agnoletti, 1930;
- Guarda Quanta Grazia E Agilità (Danza italiana...), con Renato Trucchi, 1930.

### Teatro
- Der Tanz ins Glück (La danza della fortuna), operetta in tre atti scritta da Robert Bodanzky e Bruno Hardt-Warden, con musiche di Robert Stolz, Teatro Reinach di Parma, anteprima il 24 novembre 1921, con Ines Lidelba ed Alfredo Orsini;
- Die Dollarprinzessin (La principessa dei dollari), operetta di Leo Fall, Teatro La Fenice di Venezia, anteprima il 2 marzo 1921, con Ines Lidelba Fronticelli e Dora Domar Marzocchi;
- Mam'zelle Nitouche (Santerellina), operetta scritta e musicata da Hervé, Teatro La Fenice di Venezia, 1921, con Ines Lidelba, Alfredo Orsini;
- Il paese dei campanelli, operetta in tre atti scritta da Carlo Lombardo con musiche di Lombardo e Virgilio Ranzato, Teatro La Fenice di Venezia, 1927, Compagnia dei Grandi Spettacoli d'Arte Operettistica, con Ines Lidelba, Nella De Campi e Nuto Navarrini;
- Cin Ci La, un'operetta in tre atti scritta da Carlo Lombardo, con musiche di Virgilio Ranzato, Teatro La Fenice, il 7 febbraio 1927, Compagnia dei Grandi Spettacoli d'Arte Operettistica, con Ines Lidelba, Nella De Campi, Nuto Navarrini e Carlo Rizzo;
- Scugnizza, operetta in tre atti scritta da Carlo Lombardo con musiche di Mario Pasquale Costa, 1927, Compagnia dei Grandi Spettacoli d'Arte Operettistica, con Ines Lidelba, Nella De Campi e Nuto Navarrini;
- Der Zarewitsch (Lo Zarevich), operetta in tre atti scritta da Heinz Reichert e Béla Jenbach con musiche di Franz Lehár, Teatro Reinach di Parma, anteprima il 15 giugno 1927 con Ines Lidelba;
- Primarosa, operetta scritta da Carlo Lombardo e Renato Simoni con musiche di Giuseppe Pietri, Teatro La Fenice di Venezia, anteprima il 10 febbraio 1927, Compagnia dei Grandi Spettacoli d'Arte Operettistica, con Nella De Campi, Ines Lidelba e Nuto Navarrini;
- La duchessa di Chicago (Die Herzogin von Chicago), operetta in due atti, scritta da Julius Brammer e Alfred Grünwald con musiche di Emmerich Kálmán, Teatro Diana di Milano, il 21 giugno 1929;
- I merletti di Burano, operetta scritta da Carlo Lombardo e Carlo Ravasio con musiche di Virgilio Ranzato, il 22 gennaio 1931, con Ines Lidelba, Nella De Campi, Roberto Braccony, Roberto Durot; Bruno Biasibetti;
- L'isola verde, operetta scritta da Carlo Lombardo con musiche Giuseppe Pietri, il 23 gennaio 1931, con Ines Lidelba, Nella De Campi, Guido Agnoletti, Roberto Durot, Roberto Braccony, Tullio Catella, Maria Braccony;
- Miss Italia, operetta in tre atti scritta da Carlo Lombardo e G. Zorzi con musiche di Alfredo Cuscinà, il 24 gennaio 1931, con Ines Lidelba, Nella De Campi, Guido Agnoletti, Roberto Durot, Roberto Braccony;
- La casa innamorata, operetta scritta da Carlo Lombardo, il 26 gennaio 1931, con Ines Lidelba, Nella De Campi, Bruno Biasibetti, Roberto Durot, Roberto Braccony;
- Crema di chic, operetta scritta da Carlo Lombardo con musiche di Robert Stolz, 28 gennaio 1931, con Ines Lidelba, Guido Agnoletti, Roberto Braccony, Elvira Canepa.